# Zgornje Negonje
Zgornje Negonje – wieś w Słowenii, w regionie Sawińskim, w gminie Rogaška Slatina. 1 stycznia 2017 liczyła 138 mieszkańców.